# Лия (станция)
Лия — станция Грузинской железной дороги на ответвлении Ингири — Джвари. Находится в одноименном селе края Самегрело-Верхняя Сванетия. Основана в 1965 году в рамках прокладки железной дороги до места строительства Ингурской ГЭС.
Количество путей на станции — 3, электрификация на станции демонтирована.
По состоянию на май 2011 года регулярное движение на станции отсутствует.